# Affaire de la Garde Blanche
L'affaire de la garde blanche (en finnois : Suojeluskuntaselkkaus) est un conflit de 1921 entre le gouvernement finlandais et la direction de la Garde blanche (en finnois : suojeluskunnat). Il découle d'un article écrit par Paul von Gerich (fi), qui a provoqué l'indignation dans divers pays européens, et le gouvernement finlandais a ordonné qu'il soit renvoyé de son poste de chef du district de la garde blanche d'Helsinki.
Le conflit a entraîné une réorganisation de la direction de la Garde blanche et le suicide du général de division Karl Emil Berg (fi). Von Gerich a ensuite été impliqué dans le meurtre en février 1922 du politicien Heikki Ritavuori, qui a participé à la sélection de la nouvelle direction de la Garde blanche et avait exprimé des inquiétudes quant au fait que des éléments de la Garde blanche avaient planifié une rébellion.

## Arrière plan

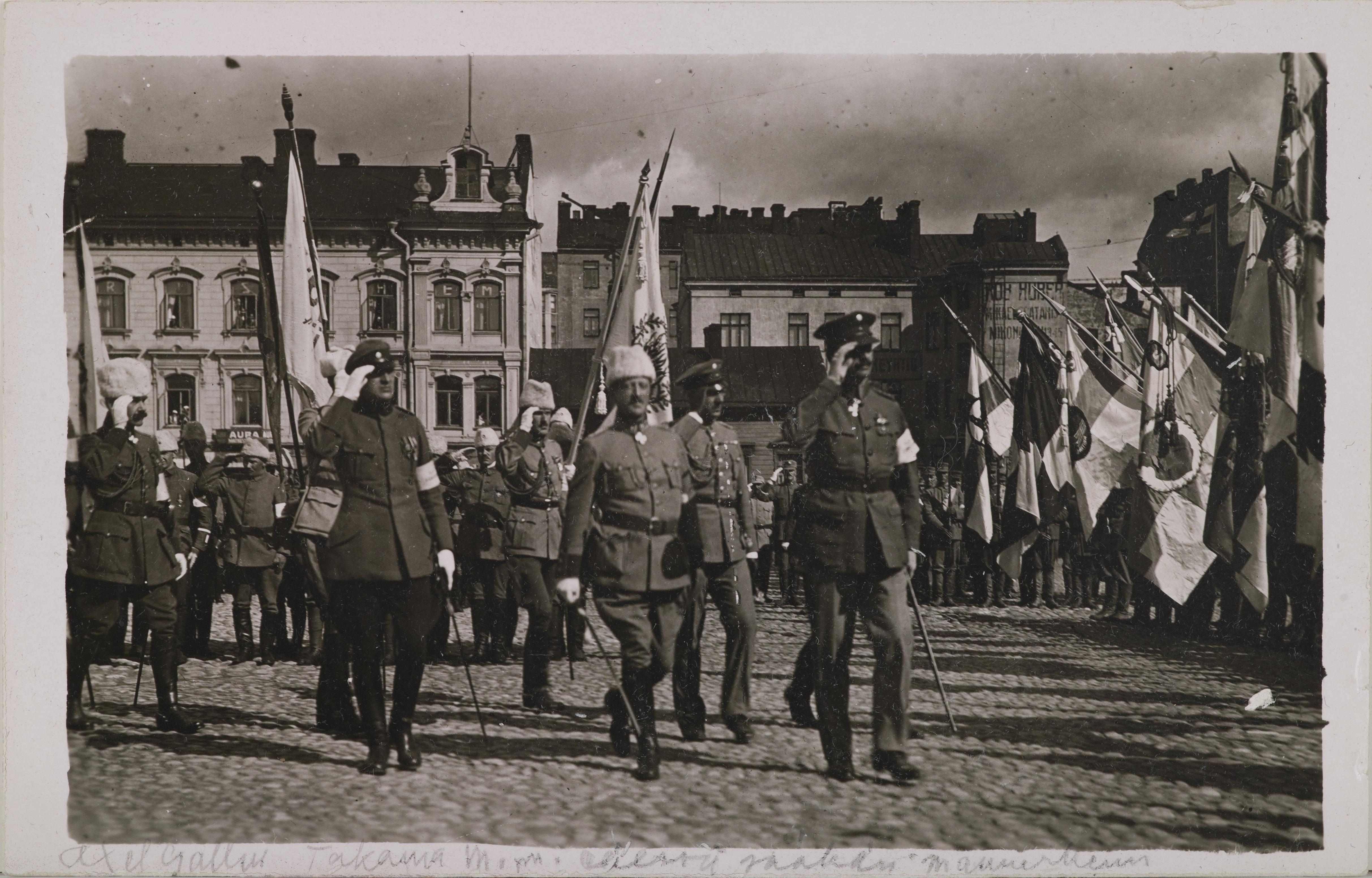
Carl Gustaf Emil Mannerheim dirige un défilé de la Garde blanche à Helsinki en 1919.

La Finlande déclare son indépendance de la Russie le 6 décembre 1917. À la fin de janvier 1918, le pays sombre dans une guerre civile, qui devient vite violente. En mai 1918, les Blancs anticommunistes gagnent la guerre civile. Malgré le fait que l'Armée blanche avait reçu l'aide des quelque 1900 volontaires du Mouvement Jäger qui s'étaient secrètement rendus en Allemagne en 1916 pour recevoir une formation militaire, les volontaires suédois et les réguliers impériaux allemands composaient la "colonne vertébrale" de l'Armée blanche.
Même après la fin de la guerre civile en Finlande proprement dite, le conflit se poursuit dans les territoires russes limitrophes sous la forme du Heimosodat, où plus de 10 000 volontaires blancs finlandais ont mené de multiples campagnes militaires « irrédentistes » et « semi-officielles » à partir de 1918. Selon Aapo Roselius, ces événements découlent en partie de l'échec des Blancs à se démobiliser correctement, ce qui avait a abouti au rétablissement de la Garde civile seulement six mois après la fin de la guerre civile en tant que mouvement qui "se considérait comme le successeur de l'Armée blanche et comme le gardien de la victoire blanche de 1918". La Garde blanche reçoit un statut officiel en 1919, après quoi le président de la république était le commandant en chef de la Garde blanche.
Le mouvement s'est rapidement imposé comme l'un des principaux contributeurs des diverses campagnes irridentistes, se transformant d'une organisation temporaire et « organisée à la hâte » en une organisation composée de plus de 100 000 gardes avec des unités dans presque toutes les municipalités finlandaises. Cette nouvelle garde blanche était plus nombreuse que la totalité de l'armée blanche du temps de la guerre civile. Les partisans du mouvement rétabli comprenaient le régent de Finlande Carl Gustaf Emil Mannerheim, qui avait dirigé l'armée blanche pendant la guerre civile. Selon les historiens Pekka Hallberg et Tuomo Martikainen, les Gardes blancs sont rapidement devenus « une force armée bourgeoise qui menaçait le système démocratique » et « gênait l'exercice du pouvoir par le parlement et le gouvernement ».

## L'affaire

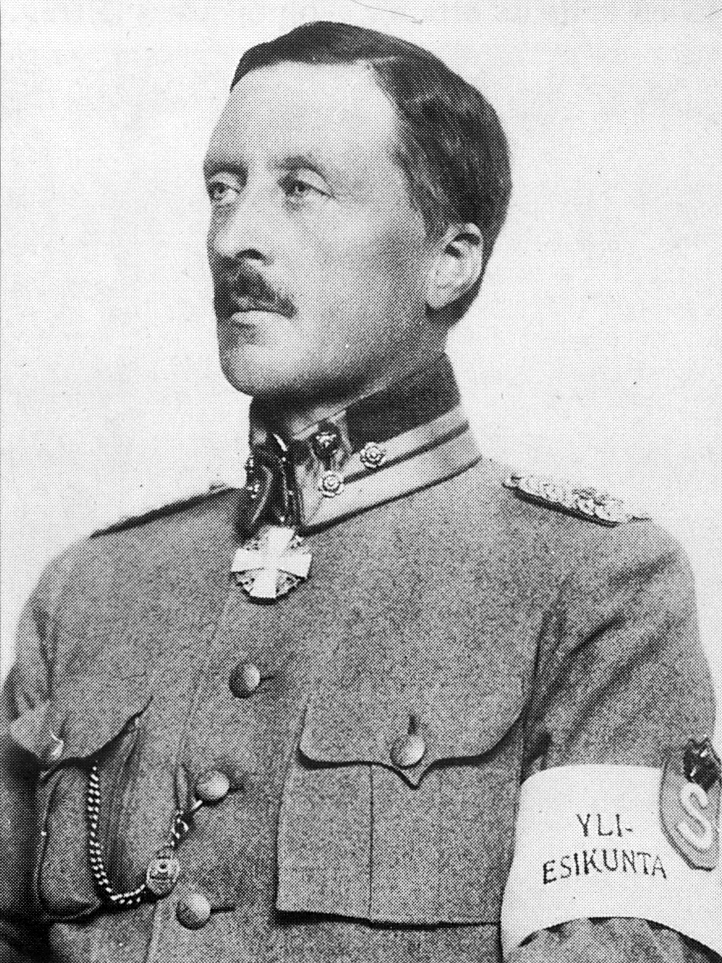
Georg Diedrich von Essen, commandant de la Garde Blanche au début de l'affaire.

Le 9 juin 1921, le journal Hufvudstadsbladet publie un article intitulé "La Finlande rejoindra-t-elle une union défensive balte ?" (en finnois : Tuleeko Suomi liittymään baltialaiseen puolustusliittoon?) rédigé sous le nom de plume "v. G."  L'article critiquait l'alignement politique étranger finlandais avec d'autres nations limitrophes de l'Union soviétique et provoqua un incident diplomatique où les ambassadeurs de France, d'Italie, de Lettonie, de Pologne et de Roumanie exprimèrent leur indignation. En réalité, l'auteur de l'article est le commandant du district de la garde blanche d'Helsinki, le général Paul von Gerich (fi), qui avait été nommé à ce poste plus tôt cette année-là.
Après que l'identité de l'auteur a fait surface, le gouvernement finlandais a ordonné au commandant de la Garde Blanche, Georg Didrik von Essen (fi) de renvoyer von Gerich. La situation s'est détériorée quand von Essen a refusé d'obéir à l'ordre. Bientôt, plusieurs journaux ont commencé à écrire sur la situation, critiquant le gouvernement d'ingérence dans les affaires internes de la Garde blanche. Pour faire respecter sa volonté, le gouvernement a remplacé von Essen par le chef d'état-major de l'armée, le général de division Karl Emil Berg (fi). Après l'entrée en fonction de Berg, von Gerich a démissionné avant de pouvoir être renvoyé. Les actions de Berg ont conduit à de sévères critiques de la part de ses collègues officiers, y compris son expulsion du Club des cadets finlandais. Deux jours après avoir pris le commandement, Berg s'est suicidé.
Après que l'assemblée de la Garde civile a refusé de reconnaître que von Essen avait été renvoyé, des discussions ont eu lieu entre l'assemblée et le gouvernement finlandais concernant une solution dans laquelle le licenciement de von Essen serait annulé et l'assemblée licencierait à la place von Gerich. Cette solution est cependant restée irréalisable en raison du manque de confiance en von Essen de la part du gouvernement. Alors que la crise se poursuivait, diverses unités de la Garde blanche ont commencé à manifester un «esprit rebelle» et l'organisation dans son ensemble a commencé à se préparer à se séparer de l'État.
La situation n'a été résolue que plus tard cette année-là, lorsque le lieutenant-colonel Lauri Malmberg a reçu le commandement général de la Garde blanche, et les Gardes blanches ont obtenu une plus grande indépendance. Le rendez-vous de Malmberg, aussi, était controversé, puisque les éléments de la Garde Blanche avaient été des partisans de nommer Mannerheim comme le commandant. La Garde blanche a également été directement subordonnée au président de la Finlande, plutôt qu'au ministre de la guerre.

## Développements ultérieurs
Von Gerich fut plus tard impliqué dans le meurtre, le 14 février 1922, de l'homme politique finlandais Heikki Ritavuori par Ernst Tandefelt, qui avait tiré sur Ritavuori. Ritavuori avait exprimé ses inquiétudes quant au fait que les militants de gauche, qui, selon lui, détenaient une grande influence dans la Garde blanche, planifiaient une rébellion.  Ritavuori avait également joué un rôle déterminant dans la nomination de Malmberg, plutôt que Mannerheim, favori des radicaux, comme commandant de la Garde Blanche. Selon l'historien Lars Westerlund, le plan des conspirateurs était d'assassiner le président Kaarlo Juho Ståhlberg avec l'intention d'installer Pehr Evind Svinhufvud comme nouveau président et Mannerheim comme commandant, mais que l'objectif avait été changé à l'initiative de von Gerich. Westerlund affirme que la planification de l'assassinat a réuni environ 10 personnes et qu'une vingtaine de gardes blancs avaient participé à la collecte d'un prix d'environ 25 000 marks finlandais pour Tandefelt. Tandefelt était la seule personne à être reconnue coupable de l'assassinat.